# Carmen de Uria
Carmen de Uria és una antiga localitat de l'estat de Vargas, a Veneçuela, desapareguda després que la seva infraestructura fos destruïda i tapiada pels efectes de les nocives inundacions que va patir el 16 desembre 1999 així com tot el litoral central veneçolà, coneguda com a tragèdia de Vargas. Actualment està declarada cementiri. El poble s'emplaçava en una estreta vall amb sortida al mar a la Cordillera de la Costa, de la parròquia Naiguatá, encara que més propera a la ciutat de Caraballeda, i posseïa comunicació amb la carretera Tanaguarena-los Caracas. Les seves activitats eren el de servei i el turisme, així com a zona residencial.